# TACAM T-38

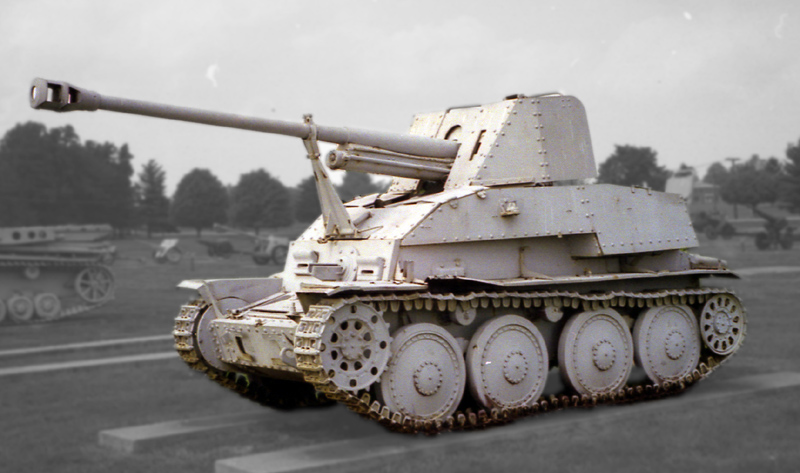
TACAM T-38 avrebbe dovuto assomigliare al tedesco Marder III (Sd.Kfz. 139).

Il TACAM T-38 (abbreviazione di Tun Anticar pe Afet Mobil, "cannone anticarro su affusto mobile") era un cacciacarri romeno progettato durante la seconda guerra mondiale.

## Storia
Nel 1943, quaranta cannoni campali sovietici da 76,2 mm M1936 di preda bellica furono utilizzati per riarmare i carri armati T-38 in uso all'Esercito romeno. L'impostazione cacciacarri così ottenuto ricordava il tedesco Marder III. A causa del mancato completamento del TACAM R-2, il progetto venne abbandonato dopo il colpo di stato di Re Michele.

## Tecnica
Il TACAM T-38 venne realizzato rimuovendo la torretta del carro armato leggero T-38, sostituita da un affusto a piedistallo per incavalcare il cannone sovietico da 76,2 mm M1936. A protezione del pezzo e dei serventi, il pezzo era protetto da una casamatta chiusa su tre lati, realizzata con piastre di corazzatura recuperata da carri ex-sovietici. Queste modifiche avrebbero dovuto essere realizzate dalle officine Leonida di Bucarest. Dopo l'abbandono della produzione del TACAM R-2 nel luglio 1944, a causa dell'inadeguatezza del cannone contro i pesantemente corazzati carri russi IS-2, il progetto TACAM T-38 venne completamente abbandonato.